# プロパティ
プロパティ（英: property）は所有物や附帯情報など所有者や従属先がある物体や情報を指す言葉である。特に情報分野以外では、所有者の移転が可能であったり所有者による処分が可能なものを指し、特に所有物の中でも財産を指す場合もある。情報の分野では何らかの主体に保持される附帯情報を指す。

## 類義語との関係

### アイテム
日本では物として扱われ、しばしば英語圏でも比較されるアイテム（英: item）は、本来項目や品目を表すものであり所有物そのものを表す言葉ではない。プロパティとは財産品目のような併用されることもある。

### 属性
日本の情報分野ではしばしば属性（英: attribute）と混同されることもある。属性とは「赤い」であったり「硬い」であったり人であれば「誠意がある」「適応性がある」といった主体についての情報を表すものであり ただ所有されているだけのものを含むプロパティとは全く意味がことなる。ただし、情報分野では附帯情報の中に属性が格納されていることが多い。

## 情報分野

### プログラミング言語以外

#### Windowsにおけるプロパティ
オペレーティングシステム Microsoft Windowsにおけるプロパティは、コンピュータ、ファイル、アプリケーションの各種設定などの情報を保持した附帯情報のことである。日本語表記でも、カタカナとして表記される。

### プログラミング言語

#### デザインパターンとしてのプロパティ(附帯情報)
Smalltalk から始まったオブジェクトに付随するメンバー変数の変わりに連想配列を用いる方法を指す。日本語では附帯情報とも呼ぶ。附帯情報は元々、派生型のために変数を用意しようとすると変数が莫大になってしまう画面部品(Morphic)の基底型などで使われていたが、後に附帯情報以外の変数をオブジェクトから取り除いたSelfが生まれ、その思想を引き継いだJavaScript も同様に附帯情報のみでオブジェクトを構成するようになった。

#### Java標準ライブラリにおけるプロパティ
標準Javaクラスライブラリにおけるプロパティは、System.getProperties()によって取得できるシステムプロパティjava.util.Propertiesや、java.util.ResourceBundleクラスで管理できる情報や、それらのクラスが管理するプロパティファイルのことを指す。